# Donna Michelle
Donna Michelle (8 de diciembre de 1945 en Los Ángeles, California – 9 de abril de 2004 en Ukiah, California) era el nombre adoptado de Donna M. Ronne, una modelo estadounidense, actriz, y fotógrafa.  Nació como Donna Michelle Fick el 8 de diciembre de 1945 en Los Ángeles.  El apellido de soltera de su madre era Baron. Fue Playmate del Mes en diciembre de 1963 y Playmate del Año en 1964 para la revista Playboy; Pompeo Posar y Edmund Leja la fotografiaron.  Tenía 17 años de edad cuando se casó con David M. Ronne el 2 de febrero de 1963 en Los Ángeles; se divorciaron en esa misma ciudad en abril de 1967. Por lo tanto, ella estaba casada cuando fue nombrada Playmate del mes en 1963.  Michelle tenía 17 años cuando apareció desnuda por primera vez en la revista.

## Filmografía
- Company of Killers (1970) .... Gloria
- Bal des voyous, Le (1968) .... Karine
- Nuit la Plus chaude, La (1967)
- I Spy TV – "Lori" (1966) .... Millicent
- One Spy Too Many (1966) .... Princesa Nicole
- The Big Valley (TV) – "Barbary Red" (1966) .... Dolly
- Agent for H.A.R.M. (1966) .... Marian
- Mickey One (1965) .... La Chica
- Beach Blanket Bingo (1965) .... Animal
- Goodbye Charlie (1964) .... Invitada en el yate haciendo el Twist
- El agente de CIPOL TV – The Double Affair (1964) (emitido como una película llamada The Spy with My Face).... Nina